# Antichamber
Antichamber es un videojuego creado por el programador australiano Alexander Bruce y se sitúa dentro de los géneros de videojuegos de plataforma de acertijos y de primera persona. Muchos de los acertijos se basan en los fenómenos que suceden dentro de los objetos imposibles que crea el motor de videojuego, objetos tales como pasadizos que llevan al jugador a diferentes lugares, lo cual depende de la dirección en las que estos apuntan, y estructuras que serían imposibles en un espacio tridimensional. El juego contiene elementos de exploración psicológica, tales como consejos y proverbios, que ayudan al jugador a encontrar las soluciones a los acertijos. El juego fue lanzado al mercado en Steam para Microsoft Windows el 31 de enero de 2013. Una versión compatible con Linux y OS X se vendió dentro del Humble Indie Bundle 11 en febrero de 2014.

## Mecánica de juego y argumento
En Antichamber, todas las expectativas de cómo funciona el juego rápidamente se van desmoronando a medida que el jugador va explorando los niveles. Bruce explica que “no importa si te caes, no vas a morir, es tan solo otro camino, solo estás explorando”. El jugador va aprendiendo a ignorar estas expectativas y a crear otras nuevas, siguiendo las normas por las que se rige el juego, las cuales desafían los principios del espacio euclídeo y, según Bruce, esto es “en esencia la mecánica central del juego”.
Al comenzar el juego, el jugador se encuentra en una cámara de cuatro paredes. La primera pared muestra el menú principal, en el cual se pueden configurar las opciones de video, sonido, resolución y de desplazamiento del cursor; asimismo, se indican los comandos y se muestra un temporizador en cuenta regresiva que marca noventa minutos. La segunda pared muestra el mapa del juego que indica progresivamente los lugares que ha visitado el jugador y los pasadizos que aún quedan por explorar, además de permitirle regresar a determinadas cámaras. En la tercera pared se encuentra la primera de una serie de caricaturas junto a sus respectivos consejos, los cuales llenarán la pared a medida que el jugador encuentra las pistas a los determinados acertijos. La última pared indica el destino final del jugador: la salida.
Los acertijos en las distintas cámaras requieren que el jugador se mueva por los espacios y atraviese determinados puntos en el mapa, de forma que descubra otros lugares que lo lleven a otras cámaras. Cambios en el espacio pueden ocurrir dependiendo de la dirección que enfrenta el jugador o de la capacidad que tenga de seguir instrucciones. Se utilizan rayos láser como mecanismos de control de distintas puertas, las que necesitan que el jugador los bloquee o desbloquee, y muchas otras puertas necesitan que varios rayos estén en un estado determinado para abrirlas. En un principio, el jugador puede abrirlas por sí mismo, pero al progresar en el juego, encontrará pistolas de materia de distintos colores que le ayudarán a resolver los acertijos para descubrir otras cámaras. El jugador podrá regresar en cualquier momento a la cámara principal y explorar otras áreas; esto hará que se pierda el avance logrado hasta ese momento, aunque el jugador conservará las pistolas de materia que haya encontrado.
Cuando el jugador ha completado y solucionado todos los acertijos, el jugador puede acceder a la puerta de salida. En esta etapa, el jugador debe perseguir una especie de nube negra, poniendo en práctica todas las técnicas que ha aprendido con anterioridad. Al final, el jugador logra capturar la nube, la que se convierte en un cubo negro dentro de la pistola de materia, y accede a un área de caminos mucho más extensos, la que lleva al jugador hasta una semiesfera de color negro. Es en este lugar en donde el jugador deposita el cubo negro, el cual crea una estructura similar al logo del juego que absorbe todo a su alrededor. Todo se vuelve negro y se termina el juego.

### Pistolas de materia
Al comienzo del juego, el jugador puede solucionar los acertijos por sí solo, pero más adelante, necesitará de la ayuda de distintas pistolas de materia (azul, verde, amarillo, rojo y negro), las que le permiten resolver más acertijos y progresar en el juego. La función básica de estas pistolas es capturar cubos de colores, guardarlos y depositarlos en cualquier superficie. A medida que se adquieren las otras pistolas, se obtienen otras funciones adicionales. La pistola azul permite utilizar los cubos para bloquear los rayos láser antes mencionados o formar plataformas para sobrepasar obstáculos. La pistola verde permite capturar múltiples cubos a la vez y ubicarlos de manera sucesiva dentro de espacios reducidos. La pistola amarilla permite mover los cubos sin necesidad de capturarlos y volverlos colocar. La pistola roja permite crear superficies enteras de cubos y la multiplicación de los mismos. Finalmente, la pistola negra solo se utiliza en la etapa final y su única característica es capturar el último cubo para terminar el juego.

### Cámaras especiales
Ciertas características de una cámara se repiten a lo largo del juego. Existen zonas que al ser atravesadas eliminan cualquier cubo que se encuentre dentro de la pistola de materia, lo que incrementa la dificultad para resolver los acertijos. Si el jugador intenta colocar un cubo a través de estas zonas, el cubo se desintegrará en el acto. Estas zonas se caracterizan por ser de un color amarillo o rojo translúcido con pequeñas burbujas de color anaranjado.
El ojo en la pared es otra de las zonas con las que el jugador se enfrentará en diversas ocasiones durante el juego. Esta pared contiene un ojo que, al ser observado por un periodo corto de tiempo, cobrará vida y desaparecerá, dejando al descubierto otra parte del mapa.

### Cámaras del programador
Estas son cámaras que no forman parte del mapa del juego, sino que son áreas que se encuentran ocultas, esto a menos que el jugador se proponga a encontrarlas. Para acceder a estas cámaras, el jugador tendrá que buscar la forma de meterse por pasadizos o saltar por espacios que a simple vista no pueden ser atravesados. En estas cámaras se puede apreciar el proceso de desarrollo del juego, los primeros prototipos de los espacios geométricos, las primeras fases del diseño, entre otros.

## Desarrollo
Bruce comenzó a trabajar en lo que sería Antichamber en el 2006. Su idea inicial era la de crear una versión del juego Snake, la que luego se convirtió en un juego multijugador de arena de combate, llamado Hazard, cuyo desarrollo completo no comenzó hasta el 2009 y continuó en el 2010. Bruce desarrolló el juego con UnrealScript, un lenguaje de programación disponible en la herramienta Unreal Engine 3. A medida que Bruce se enfrentaba a los problemas que surgían al escribir el código del diseño del juego, se produjo un error de programación que le permitió crear espacios con objetos imposibles. Con esto, Bruce se percató de que estos espacios tenían el potencial de convertirse en un juego de un solo jugador, por lo que desechó la parte de combate para enfocarse en un juego de acertijos que se centrara en exploración, psicología y geometría manipulable, así el nombre del juego se convirtió en Hazard: The Journey of Life.
En una entrevista con Kotaku en el 2011, Bruce señaló que “al principio el juego se trataba solo de geometría. Tenía que encontrar una forma de representar esto [geometría no física] y mostrárselo a los jugadores. Entonces tenía que idear una razón para necesitar de esta geometría dentro del juego y me tomó varios años, pero después de combinar geometría, espacio y percepción, me di cuenta que la verdadera razón por la que este juego es interesante y funciona es porque se trata de psicología”
A medida que trabajaba en los acertijos, se percató de que el integrar ideas de filosofía ayudaba a guiar el diseño de los acertijos o a mejorar los acertijos ya establecidos e hizo que esto fuera el enfoque del juego. Su estilo artístico se debe a una forma de destacarse en relación con otros juegos diseñados con Unreal Engine, además de ayudar a esconder el trabajo detrás del sistema de iluminación inversa que se utilizó en el juego.
En las etapas finales de su desarrollo y después de haber recibido varios reconocimientos, Hazard: The Journey of Life pasó a llamarse Antichamber. Con respecto al cambio de nombre, Bruce explicó que “Después de un par de años de un importante desarrollo del juego y un montón de premios, no tenía sentido habernos esforzado en el diseño hasta en el más mínimo detalle y mantener un nombre que ya no encajaba con lo que el juego sería al final. Así que a mediados de 2011, se renombró como Antichamber, así el nombre hacía alusión a lo que el juego sería una vez que se lanzara al mercado”. El 2 de abril de 2012, Antichamber se convirtió en el séptimo juego en recibir fondos por parte del Indie Fund, a lo que Bruce describió como “fondos de finalización” para asegurar que el juego pudiera lanzarse al mercado en el 2012. Finalmente, el juego se lanzó en enero de 2013.

## Música
La música utilizada en Antichamber se ubica en la categoría de música ambient y fue compuesta por Siddhartha Barnhoorn. La música evoluciona a medida que progresa el juego, con una simple pista de ambient en los inicios del juego y gradualmente transformándose en un paisaje musical más complejo. En una entrevista con IndieGames.com, Barnhoorn reveló que la banda sonora comprime sonidos de varias guitarras, el shakuhachi, el koto y synth pads. Asimismo, Barnhoorn señaló que los sonidos sin sintetizar fueron manipulados digitalmente “para que los sonidos sean más prolongados de lo normal”. Antichamber Suite, una pista que incluía música del juego, se lanzó en febrero de 2013.

## Recepción

### Reconocimientos
Antes de su lanzamiento al mercado, Antichamber tuvo una buena aceptación por parte de los críticos. En el 2009, el juego se presentó en la exposición Sense of Wonder Night del Tokyo Game Show. Ese mismo año, Antichamber obtuvo el primer lugar en la categoría Best Level for a Mod in Phase 4 en el concurso Make Something Unreal de Epic Games, además de obtener el tercer lugar por Best non-FPS Mod in Phase 4 en el mismo concurso. En el 2010, se le otorgó el premio a Antichamber por su excelencia técnica en la tercera versión del Independent Game Developers' Competition de indiePub Games, además de ser uno de los finalistas en el Independent Games Festival en China. En el 2011, el juego participó en el Penny Arcade Expo, en la que obtuvo el primer lugar en PAX 10, que premia a los 10 mejores juegos independientes. En el 2012, Antichamber se lleva el premio por Technical Excellence en el Independent Games Festival y en el 2013, se lleva el premio en la categoría Australia Indie Showcase en el PAX Australia, que destaca a seis juegos de programadores independientes.

### Crítica
Antichamber fue aclamado por la crítica después de su lanzamiento. Metacritic y GameRankings, dos páginas de puntuación agregada, le han otorgado puntuaciones de 82/100 y 83,70%, respectivamente. Muchos de los críticos alaban el nivel de diseño y los acertijos del juego. La revista Game Informer señaló que es un juego en el que uno “pocas veces se siente frustrado o atascado, lo que demuestra el ritmo y el diseño de Antichamber”, GameTrailers dijo que “el verdadero protagonista es el diseño de los niveles”, PC Gamer lo describió como un juego que alberga “momentos de belleza trascendental y unos bocetos que harán que tu cerebro se involucre de un modo que no logran otros juegos” y IGN describió a los acertijos como “desafíos ingeniosos que han sido elaborados con destreza y excelencia”. En los primeros meses después de su lanzamiento en Steam, el juego vendió más de 100͏ 000 copias, ventas que en su mayoría ocurrieron durante la primera semana de lanzamiento.